# Viiratsi (ancienne commune)
La commune de Viiratsi (en estonien : Viiratsi vald, anciennement en allemand : Wieratz) est une ancienne commune rurale de l'est de la région de Viljandi en Estonie.
La commune de Viljandi a été créée par la fusion des communes de: Paistu, Pärsti, Saarepeedi et de Viiratsi,
à la suite des élections municipales du 20 octobre 2013.

## Description
Sa superficie était de 215,02 km2. Sa population était de 3 588 habitants(01/01/2012).

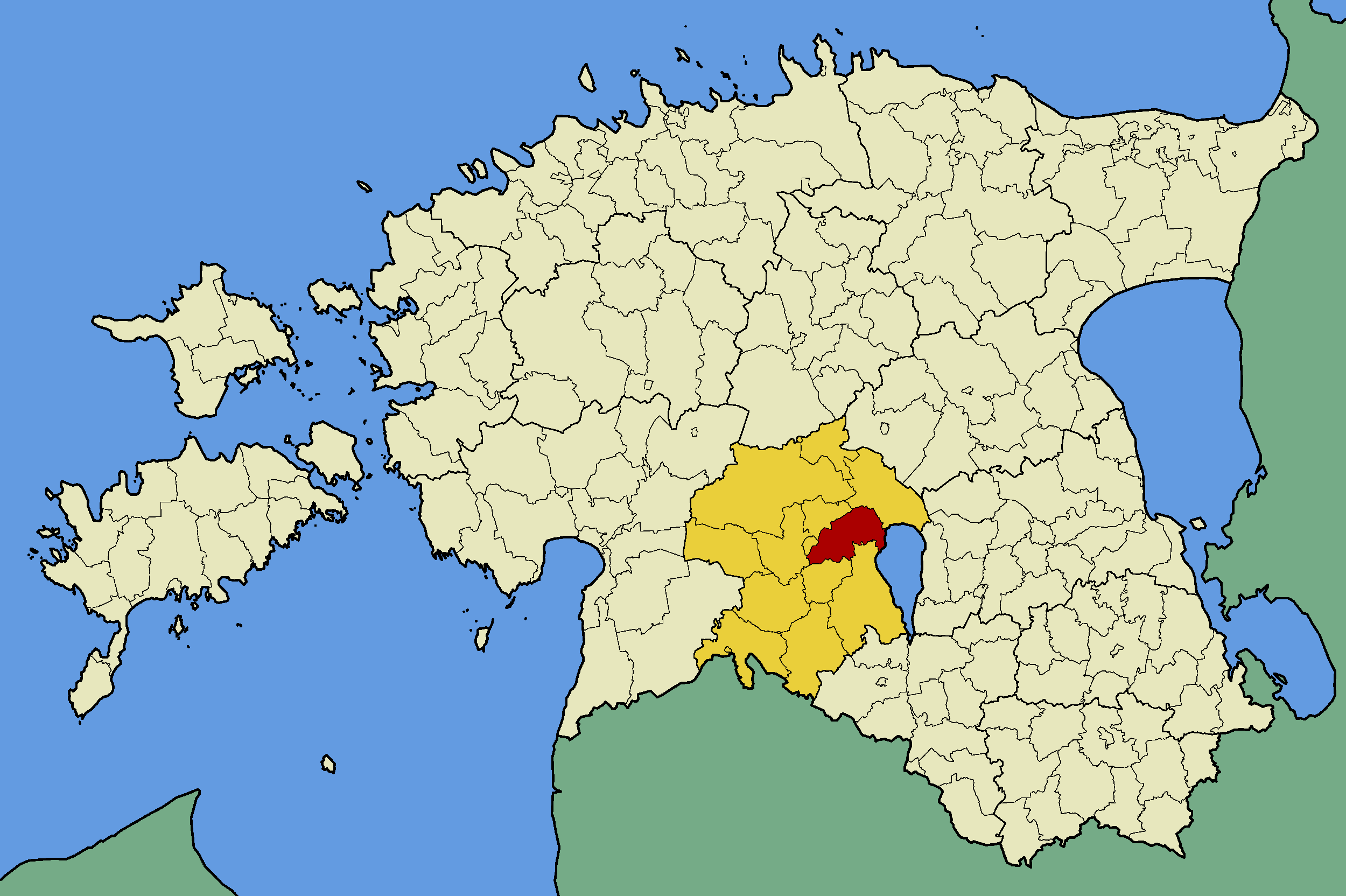
Commune de Viiratsi (en rouge) dans le Viljandimaa (en jaune).

## Municipalité
La commune comprenait un bourg (alev) et 21 villages:

### Bourg
Viiratsi était le chef-lieu administratif.

### Villages
Jõeküla, Kibeküla, Kuudeküla, Loime, Mäeltküla, Mähma, Rebaste, Ridaküla, Ruudiküla, Saareküla, Surva, Tusti, Tõnuküla, Tänassilma, Uusna, Valma, Vana-Võidu, Vanavälja, Vardja, Vasara, Verilaske.